# 19. Międzynarodowy Festiwal Filmowy Nowe Horyzonty
19. Międzynarodowy Festiwal Filmowy Nowe Horyzonty odbył się w dniach 25 lipca–4 sierpnia 2019 roku we Wrocławiu.

## Członkowie jury

### Konkurs główny
- Isabella Eklöf, szwedzka reżyserka
- Johann Lurf, austriacki reżyser
- Rasha Salti, kuratorka i programerka
- Agnieszka Smoczyńska, polska reżyserka
- Kim Yutani, programerka Sundance Film Festival

## Selekcja oficjalna

### Konkurs główny
| Tytuł polski                       | Tytuł oryginalny         | Reżyseria                       | Kraj produkcji  |
| ---------------------------------- | ------------------------ | ------------------------------- | --------------- |
| Alva                               | Alva                     | Ico Costa                       | Portugalia      |
| Rosyjski młokos                    | Malczik russkij          | Aleksandr Zołotuchin            | Rosja           |
| Przynęta                           | Bait                     | Mark Jenkin                     | Wielka Brytania |
| Siła ognia                         | O que arde               | Oliver Laxe                     | Hiszpania       |
| Ghost Tropic                       | Ghost Tropic             | Bas Devos                       | Belgia          |
| Jessica Forever                    | Jessica Forever          | Caroline Poggi i Jonathan Vinel | Francja         |
| Jinpa                              | Zhuang si le yi zhi yang | Pema Tseden                     | Chiny           |
| Koko-di Koko-da                    | Koko-di Koko-da          | Johannes Nyholm                 | Rumunia         |
| Ray i Liz                          | Ray & Liz                | Richard Billingham              | Wielka Brytania |
| Zabierz mnie w jakieś miłe miejsce | Take Me Somewhere Nice   | Ena Sendijarević                | Holandia        |
| Dzieci umarłych                    | Die Kinder der Toten     | Kelly Copper i Pavol Liska      | Austria         |
| Tlamess                            | Tlamess                  | Ala Eddine Slim                 | Tunezja         |

## Laureaci nagród
Grand Prix
 Przynęta, reż. Mark Jenkin